# Argentina nos Jogos Olímpicos de Verão de 1996
A Argentina participou dos Jogos Olímpicos de Verão de 1996 em Atlanta, Estados Unidos. A delegação foi composta por 178 desportistas.

## Medalhas
| Atleta | Esporte | Evento            | Medalha |
| --- | --- | ----------------- | ------- |
| \| Matías Almeyda Roberto Ayala Christian Bassedas Carlos Bossio Pablo Cavallero José Chamot Hernán Crespo Marcelo Delgado Marcelo Gallardo \| Claudio López Gustavo López Hugo Morales Ariel Ortega Pablo Paz Mauricio Pineda Roberto Sensini Diego Simeone \| | Futebol | Masculino         | Prata   |
| Carlos Espínola | Vela | Mistral masculino | Prata   |
| Pablo Chacón | Boxe | Peso pena         | Bronze  |
| Matías Almeyda Roberto Ayala Christian Bassedas Carlos Bossio Pablo Cavallero José Chamot Hernán Crespo Marcelo Delgado Marcelo Gallardo | Claudio López Gustavo López Hugo Morales Ariel Ortega Pablo Paz Mauricio Pineda Roberto Sensini Diego Simeone |                   |         |

## Desempenho

### Atletismo
Masculino
| Atleta           | Evento               | Eliminatórias | Eliminatórias | Quartas-de-final | Quartas-de-final | Semifinais  | Semifinais  | Final       | Final       |
| Atleta           | Evento               | Res.          | Pos.          | Res.             | Pos.             | Res.        | Pos.        | Res.        | Pos.        |
| ---------------- | -------------------- | ------------- | ------------- | ---------------- | ---------------- | ----------- | ----------- | ----------- | ----------- |
| Carlos Gats      | 100 m                | 10.57         | 4º/bat. 7     | Não avançou      | Não avançou      | Não avançou | Não avançou | Não avançou | Não avançou |
| Carlos Gats      | 200 m                | 20.82         | 4º/bat. 3     | 20.84            | 7º/bat. 5        | Não avançou | Não avançou | Não avançou | Não avançou |
| Antonio Silio    | Maratona             |               |               |                  |                  |             |             | DNF         | DNF         |
| Marcelo Pugliese | Arremesso de disco   | 56,72 m       | 29º           |                  |                  |             |             | Não avançou | Não avançou |
| Andrés Charadia  | Arremesso de martelo | 65,26 m       | 35º           |                  |                  |             |             | Não avançou | Não avançou |

Feminino
| Atleta             | Evento             | Eliminatórias | Eliminatórias | Semifinais  | Semifinais  | Final       | Final       |
| Atleta             | Evento             | Res.          | Pos.          | Res.        | Pos.        | Res.        | Pos.        |
| ------------------ | ------------------ | ------------- | ------------- | ----------- | ----------- | ----------- | ----------- |
| Marta Orellana     | 800 m              | 2:04.99       | 6º/bat. 2     | Não avançou | Não avançou | Não avançou | Não avançou |
| Griselda González  | Maratona           |               |               |             |             | 2:35:12     | 19º         |
| Andrea Ávila       | Salto em distância | 6,00 m        | 31º           |             |             | Não avançou | Não avançou |
| Liliana Martinelli | Arremesso de disco | 55,68 m       | 35º           |             |             | Não avançou | Não avançou |

### Basquetebol
Masculino
| Equipe | Fase de grupos                                                                                           | Fase de grupos | Quartas-de-final       | Semifinal                                             | Final                                       | Pos. |
| Equipe | Adversário e resultado                                                                                   | Pos.           | Adversário e resultado | Adversário e resultado                                | Adversário e resultado                      | Pos. |
| --- | --- | -------------- | ---------------------- | ----------------------------------------------------- | ------------------------------------------- | ---- |
| Marcelo Nicola Daniel Farabello Luis Villar Esteban de la Fuente Ernesto Michel Marcelo Milanesio Juan Espil Diego Osella Fabricio Oberto Jorge Racca Esteban Pérez Rubén Wolkowyski | USA Estados Unidos D 68–96 LTU Lituânia V 65–61 CHN China D 77–87 CRO Croácia D 75–90 ANG Angola V 66–62 | 5º (gr. A)     |                        | Disputa do 9º ao 12º lugar: KOR Coreia do Sul V 97–79 | Disputa do 9º lugar: PUR Porto Rico V 87–77 | 9º   |

### Boxe
| Atleta           | Peso        | Fase de 32                   | Oitavas-de-final       | Quartas-de-final       | Semifinais             | Final                  | Final             |
| Atleta           | Peso        | Adversário e resultado       | Adversário e resultado | Adversário e resultado | Adversário e resultado | Adversário e resultado | Pos.              |
| ---------------- | ----------- | ---------------------------- | ---------------------- | ---------------------- | ---------------------- | ---------------------- | ----------------- |
| Omar Narváez     | Mosca       | DOM J. Guzman V 9–4          | ALG M. Assous D 4–20   | Não avançou            | Não avançou            | Não avançou            | =9º               |
| Pablo Chacón     | Pena        | JAM T. Gray V 6–5            | MRI J. Lebon V 14–7    | HUN J. Nagy V 18–7     | THA S. Kamsing D 8–20  | Não avançou            | Medalha de bronze |
| Fabrizio Nieva   | Leve        | UGA F. Agentho V 12–8        | KOR Sin E-C. D 11–27   | Não avançou            | Não avançou            | Não avançou            | =9º               |
| Guillermo Saputo | Meio-médio  | KOR Bae H-J. D 7–11          | Não avançou            | Não avançou            | Não avançou            | Não avançou            | =17º              |
| Oscar Gómez      | Super-médio | UZB K. Tulyaganov D RSC Rd 3 | Não avançou            | Não avançou            | Não avançou            | Não avançou            | =17º              |

### Canoagem
Masculino
| Atleta                        | Evento     | Eliminatórias | Eliminatórias | Repescagem | Repescagem | Semifinais | Semifinais | Final       | Final       |
| Atleta                        | Evento     | Res.          | Pos.          | Res.       | Pos.       | Res.       | Pos.       | Res.        | Pos.        |
| ----------------------------- | ---------- | ------------- | ------------- | ---------- | ---------- | ---------- | ---------- | ----------- | ----------- |
| Javier Correa                 | K-1 500 m  | 1:42.691      | 4º/bat. 3     | 1:44.076   | 3º/bat. 1  | 1:42.071   | 7º/bat. 2  | Não avançou | Não avançou |
| Abelardo Sztrum               | K-1 1000 m | 3:50.547      | 3º/bat. 1     |            |            | 3:44.587   | 6º/bat. 1  | Não avançou | Não avançou |
| Diego Cánepa Sergio Mangín    | K-2 500 m  | 1:38.594      | 6º/bat. 3     | 1:39.535   | 4º/bat. 2  | 1:37.177   | 9º/bat. 1  | Não avançou | Não avançou |
| Abelardo Sztrum Javier Correa | K-2 1000 m | 3:49.864      | 5º/bat. 2     | 3:34.244   | 1º/bat. 1  | 3:28.128   | 9º/bat. 1  | Não avançou | Não avançou |

### Ciclismo de estrada
Masculino
| Atleta          | Evento             | Final | Final |
| Atleta          | Evento             | Tempo | Pos.  |
| --------------- | ------------------ | ----- | ----- |
| Gustavo Artacho | Corrida em estrada | DNF   | DNF   |
| Rubén Pegorín   | Corrida em estrada | DNF   | DNF   |

### Ciclismo de pista
Masculino
| Atleta         | Evento                | Final    | Final |
| Atleta         | Evento                | Tempo    | Pos.  |
| -------------- | --------------------- | -------- | ----- |
| Latauro Chávez | 1 km contra o relógio | 1:06.619 | 17º   |

| Walter Pérez                                               | Perseguição individual  | 4:30.715 | 7º  | FRA P. Ermenault D OVL | Não avançou | Não avançou | Não avançou | Não avançou |
| Walter Pérez Edgardo Simón Gonzalo García Gabriel Curuchet | Perseguição por equipes | 4:20.840 | 14º | Não avançou            | Não avançou | Não avançou | Não avançou |             |

| Atleta        | Prova              | Pontos/Voltas | Pos. |
| ------------- | ------------------ | ------------- | ---- |
| Juan Curuchet | Corrida por pontos | 0/-2          | 23º  |

### Ciclismo Mountain Bike
Masculino
| Atleta         | Evento        | Final | Final |
| Atleta         | Evento        | Tempo | Pos.  |
| -------------- | ------------- | ----- | ----- |
| Latauro Chávez | Cross-country | DNF   | DNF   |

Feminino
| Atleta          | Evento        | Final | Final |
| Atleta          | Evento        | Tempo | Pos.  |
| --------------- | ------------- | ----- | ----- |
| Sandra Ambrosio | Cross-country | DNF   | DNF   |

### Esgrima
Masculino
| Atleta            | Prova              | Primeira fase            | Segunda fase           | Oitavas-de-final       | Quartas-de-final       | Semifinais             | Final                  | Final |
| Atleta            | Prova              | Adversário e resultado   | Adversário e resultado | Adversário e resultado | Adversário e resultado | Adversário e resultado | Adversário e resultado | Pos.  |
| ----------------- | ------------------ | ------------------------ | ---------------------- | ---------------------- | ---------------------- | ---------------------- | ---------------------- | ----- |
| Leandro Marchetti | Florete individual | AUT M. Falchetto V 15–13 | GER W. Wienand D 1–15  | Não avançou            | Não avançou            | Não avançou            | Não avançou            | 32º   |

Feminino
| Atleta                                           | Prova               | Primeira fase                   | Segunda fase           | Oitavas-de-final       | Quartas-de-final       | Semifinais             | Final                  | Final |
| Atleta                                           | Prova               | Adversário e resultado          | Adversário e resultado | Adversário e resultado | Adversário e resultado | Adversário e resultado | Adversário e resultado | Pos.  |
| ------------------------------------------------ | ------------------- | ------------------------------- | ---------------------- | ---------------------- | ---------------------- | ---------------------- | ---------------------- | ----- |
| Yanina Iannuzzi                                  | Florete individual  | ISR L. Parisky D 7–15           | Não avançou            | Não avançou            | Não avançou            | Não avançou            | Não avançou            | 35º   |
| Alejandra Carbone                                | Florete individual  | CHN Wang H. D 4–15              | Não avançou            | Não avançou            | Não avançou            | Não avançou            | Não avançou            | 36º   |
| Dolores Pampin                                   | Florete individual  | POL B. Wolnicka-Szewczyk D 8–15 | Não avançou            | Não avançou            | Não avançou            | Não avançou            | Não avançou            | =37º  |
| Alejandra Carbone Yanina Iannuzzi Dolores Pampin | Florete por equipes |                                 |                        | RUS Rússia D 20–40     | Não avançou            | Não avançou            | Não avançou            | 11º   |

### Futebol
Masculino
| Equipe | Fase de grupos                                                | Fase de grupos | Quartas-de-final       | Semifinal              | Final                   | Pos.             |
| Equipe | Adversário e resultado                                        | Pos.           | Adversário e resultado | Adversário e resultado | Adversário e resultado  | Pos.             |
| --- | ------------------------------------------------------------- | -------------- | ---------------------- | ---------------------- | ----------------------- | ---------------- |
| Matías Almeyda Roberto Ayala Christian Bassedas Carlos Bossio Pablo Cavallero José Chamot Hernán Crespo Marcelo Delgado Marcelo Gallardo Claudio López Gustavo López Hugo Morales Ariel Ortega Pablo Paz Mauricio Pineda Roberto Sensini Diego Simeone Javier Zanetti | USA Estados Unidos V 3–1 POR Portugal E 1–1 TUN Tunísia E 1–1 | 1º (gr. A)     | ESP Espanha V 4–0      | POR Portugal V 2–0     | NGR Nigéria D 2–3 (pro) | Medalha de prata |

### Ginástica artística
Masculino
| Atleta          | Evento           | Aparelho | Aparelho | Aparelho | Aparelho | Aparelho | Aparelho | Qualificação | Qualificação | Final       | Final       |
| Atleta          | Evento           | FX       | VT       | PB       | HB       | SR       | PH       | Total        | Pos.         | Total       | Pos.        |
| --------------- | ---------------- | -------- | -------- | -------- | -------- | -------- | -------- | ------------ | ------------ | ----------- | ----------- |
| Marcelo Palacio | Individual geral | 17,450   | 17,875   | 17,100   | 17,400   | 17,325   | 16,875   | 104,025      | 70º          | Não avançou | Não avançou |

Feminino
| Atleta        | Evento           | Aparelho | Aparelho | Aparelho | Aparelho | Qualificação | Qualificação | Final       | Final       |
| Atleta        | Evento           | FX       | VT       | UB       | BB       | Total        | Pos.         | Total       | Pos.        |
| ------------- | ---------------- | -------- | -------- | -------- | -------- | ------------ | ------------ | ----------- | ----------- |
| Ana Destéfano | Individual geral | 18,537   | 18,724   | 18,737   | 16,774   | 72.772       | 65º          | Não avançou | Não avançou |

### Halterofilismo
Masculino
| Atleta            | Categoria | Arranque | Arranque | Arremesso | Arremesso | Total | Total |
| Atleta            | Categoria | Kg       | Pos.     | Kg        | Pos.      | Kg    | Pos.  |
| ----------------- | --------- | -------- | -------- | --------- | --------- | ----- | ----- |
| Gustavo Majauskas | Até 64 kg | 125,0    | =19º     | 160,0     | =12º      | 285,0 | 20º   |
| Marcelo Gandolfo  | Até 70 kg | 120,0    | =24º     | 140,0     | =24º      | 260,0 | 24º   |
| Gabriel Lemme     | Até 70 kg | –        | –        | DNF       | DNF       | DNF   | DNF   |

### Hipismo
Saltos
| Atleta              | Cavalo | Prova             | Qualificação | Qualificação | Qualificação | Qualificação | Qualificação | Qualificação | Final       | Final       |
| Atleta              | Cavalo | Prova             | Rodada 1     | Rodada 1     | Rodada 2     | Rodada 2     | Rodada 3     | Rodada 3     | Final       | Final       |
| Atleta              | Cavalo | Prova             | Pen.         | Pos.         | Pen.         | Pos.         | Pen.         | Pos.         | Pen.        | Pos.        |
| ------------------- | ------ | ----------------- | ------------ | ------------ | ------------ | ------------ | ------------ | ------------ | ----------- | ----------- |
| Justo Albarracín    |        | Saltos individual | DSQ          | DSQ          | DSQ          | DSQ          | DSQ          | DSQ          | Não avançou | Não avançou |
| Ricardo Kierkegaard |        | Saltos individual | DSQ          | DSQ          | DSQ          | DSQ          | DSQ          | DSQ          | Não avançou | Não avançou |
| Federico Castaing   |        | Saltos individual | DSQ          | DSQ          | DSQ          | DSQ          | DSQ          | DSQ          | Não avançou | Não avançou |
| Oscar Fuentes       |        | Saltos individual | DSQ          | DSQ          | DSQ          | DSQ          | DSQ          | DSQ          | Não avançou | Não avançou |

| Atleta                                                               | Cavalo | Prova             | Rodada A | Rodada A | Rodada B | Rodada B | Total | Total |
| Atleta                                                               | Cavalo | Prova             | Pen.     | Pos.     | Pen.     | Pos.     | Pen.  | Pos.  |
| -------------------------------------------------------------------- | ------ | ----------------- | -------- | -------- | -------- | -------- | ----- | ----- |
| Justo Albarracín Ricardo Kierkegaard Federico Castaing Oscar Fuentes |        | Saltos por equipe | DSQ      | DSQ      | DSQ      | DSQ      | DSQ   | DSQ   |

### Hóquei sobre a grama
Masculino
| Equipe | Fase de grupos                                                                                    | Fase de grupos | Segunda fase                                            | Final                                       | Pos. |
| Equipe | Adversário e resultado                                                                            | Pos.           | Adversário e resultado                                  | Adversário e resultado                      | Pos. |
| --- | ------------------------------------------------------------------------------------------------- | -------------- | ------------------------------------------------------- | ------------------------------------------- | ---- |
| Pablo Moreira Jorge Querejeta Edgardo Pailos Diego Chiodo Alejandro Doherty Fernando Moresi Rodolfo Pérez Carlos José Retegui Jorge Lombi Gabriel Minadeo Fernando Ferrara Leandro Baccaro Rodolfo Schmitt Santiago Capurro Max Caldas Pablo Lombi | IND Índia V 1–0 USA Estados Unidos V 5–2 ESP Espanha D 1–2 GER Alemanha D 0–3 PAK Paquistão D 2–6 | 5º (gr. A)     | Disputa do 9º ao 12º lugar: MAS Malásia V 4–4 (3–0 pen) | Disputa do 9º lugar RSA África do Sul V 3–2 | 9º   |

Feminino
| Equipe | Primeira fase | Primeira fase | Final                  | Pos.        |
| Equipe | Adversário e resultado | Pos.          | Adversário e resultado | Pos.        |
| --- | --- | ------------- | ---------------------- | ----------- |
| Mariana Arnal Sofía MacKenzie Magdalena Aicega Silvina Corvalán Anabel Gambero Julieta Castellán Gabriela Pando Gabriela Sánchez Vanina Oneto Jorgelina Rimoldi Karina Masotta María Castelli Verónica Artica María Cecilia Rognoni Ayelén Stepnik Mariana González | GER Alemanha D 0–2 AUS Austrália D 1–7 ESP Espanha V 1–0 USA Estados Unidos V 2–1 NED Países Baixos D 1–4 KOR Coreia do Sul E 2–2 GBR Grã-Bretanha D 0–5 | 7º            | Não avançou            | Não avançou |

### Judô
Masculino
| Atleta            | Categoria | Pos. |
| ----------------- | --------- | ---- |
| Jorge Lencina     | -60 kg    | =21º |
| Francisco Morales | -65 kg    | =34º |
| Sebastián Alquati | -71 kg    | =13º |
| Gastón García     | -78 kg    | =5º  |
| Pablo Elisii      | -86 kg    | =17º |
| Alejandro Bender  | -95 kg    | =7º  |
| Orlando Baccino   | +95 kg    | =21º |

Feminino
| Atleta           | Categoria | Pos. |
| ---------------- | --------- | ---- |
| Carolina Mariani | -52 kg    | =7º  |

### Lutas
Masculino
| Atleta      | Categoria       | Fase de 32             | Oitavas-de-final                 | Quartas-de-final       | Semifinais             | Final                  | Final |
| Atleta      | Categoria       | Adversário e resultado | Adversário e resultado           | Adversário e resultado | Adversário e resultado | Adversário e resultado | Pos.  |
| ----------- | --------------- | ---------------------- | -------------------------------- | ---------------------- | ---------------------- | ---------------------- | ----- |
| Paulo Ibire | Livre até 68 kg | KOR Hwang C-H. D 0–7   | Repescagem: CUB Y. Sánchez D SUP | Não avançou            | Não avançou            | Não avançou            | =18º  |

### Natação
Masculino
| Atleta           | Evento          | Eliminatórias | Eliminatórias | Final       | Final       |
| Atleta           | Evento          | Res.          | Pos.          | Res.        | Pos.        |
| ---------------- | --------------- | ------------- | ------------- | ----------- | ----------- |
| José Meolans     | 50 m livre      | 23.21         | 23º           | Não avançou | Não avançou |
| José Meolans     | 100 m livre     | 52.02         | 45º           | Não avançou | Não avançou |
| José Meolans     | 100 m borboleta | 56.02         | 38º           | Não avançou | Não avançou |
| Agustín Fiorilli | 400 m livre     | 4:02.53       | 28º           | Não avançou | Não avançou |
| Agustín Fiorilli | 1500 m livre    | 15:51.85      | 26º           | Não avançou | Não avançou |

Feminino
| Atleta                                                                    | Evento          | Eliminatórias | Eliminatórias | Final       | Final       |
| Atleta                                                                    | Evento          | Res.          | Pos.          | Res.        | Pos.        |
| ------------------------------------------------------------------------- | --------------- | ------------- | ------------- | ----------- | ----------- |
| Valeria Álvarez                                                           | 50 m livre      | 27.12         | 39º           | Não avançou | Não avançou |
| Valeria Álvarez                                                           | 100 m livre     | 59.26         | 43º           | Não avançou | Não avançou |
| Valeria Álvarez                                                           | 100 m costas    | 1:06.38       | 30º           | Não avançou | Não avançou |
| Alicia Barrancos                                                          | 400 m livre     | 4:22.11       | 28º           | Não avançou | Não avançou |
| Alicia Barrancos                                                          | 800 m livre     | 8:48.54       | 17º           | Não avançou | Não avançou |
| María Carolina Santa Cruz                                                 | 100 m peito     | 1:16.19       | 42º           | Não avançou | Não avançou |
| María Carolina Santa Cruz                                                 | 200 m peito     | 2:37.85       | 32º           | Não avançou | Não avançou |
| María Pereyra                                                             | 100 m borboleta | 1:03.98       | 34º           | Não avançou | Não avançou |
| María Pereyra                                                             | 200 m borboleta | 2:19.57       | 28º           | Não avançou | Não avançou |
| Valeria Álvarez Alicia Barrancos María Bertellotti María Pereyra          | 4x200 m livre   | 8:46.36       | 21º           | Não avançou | Não avançou |
| Valeria Álvarez María Bertellotti María Pereyra María Carolina Santa Cruz | 4x100 m medley  | 4:27.99       | 23º           | Não avançou | Não avançou |

### Remo
Masculino
| Atleta                                                              | Evento           | Eliminatórias | Eliminatórias | Repescagem | Repescagem | Semifinais  | Semifinais  | Final       | Final       | Posição     |
| Atleta                                                              | Evento           | Res.          | Pos.          | Res.       | Pos.       | Res.        | Pos.        | Res.        | Pos.        | Posição     |
| ------------------------------------------------------------------- | ---------------- | ------------- | ------------- | ---------- | ---------- | ----------- | ----------- | ----------- | ----------- | ----------- |
| Sergio Fernández                                                    | Skiff simples    | 7:37.53       | 2º/bat. 3 (R) | 7:42.63    | 1º/bat. 3  | 7:23.70     | 5º/bat. 1   | 6:56.97     | 6º (FB)     | 12º         |
| Carlos Palavecino Walter Balunek                                    | Dois sem         | 6:56.03       | 3º/bat. 2 (R) | 7:10.57    | 3º/bat. 1  | 7:14.59     | 6º/bat. 2   | 6:49.34     | 6º (FB)     | 12º         |
| Fernando Zapata Agustín Rocha                                       | Skiff duplo leve | 7:07.50       | 4º/bat. 1 (R) | 6:28.08    | 3º/bat. 2  | 6:38.55     | 3º/bat. 2   | 7:04.67     | 5º (FC)     | 17º         |
| Carlos Pages Santiago Fernández Rubén Knulst Guillermo Pfaab        | Skiff quádruplo  | 6:16.16       | 4º/bat. 2 (R) | 5:52.89    | 4º         | Não avançou | Não avançou | Não avançou | Não avançou | Não avançou |
| Daniel Scuri Horacio Sicilia Mariano Sosa Mariano Kowalczyk         | Quatro sem       | 6:33.29       | 5º/bat. 1 (R) | 6:37.85    | 5º         | Não avançou | Não avançou | Não avançou | Não avançou | Não avançou |
| Hernán Legizamón Jorge Enriquez Federico Querín Gabriel Scortiquini | Quatro sem leve  | 6:43.58       | 6º/bat. 1 (R) | 6:09.86    | 5º/bat. 1  |             |             | 6:30.64     | 5º (FC)     | 17º         |

Feminino
| Atleta                          | Evento        | Eliminatórias | Eliminatórias | Repescagem | Repescagem | Semifinais  | Semifinais  | Final       | Final       | Posição     |
| Atleta                          | Evento        | Res.          | Pos.          | Res.       | Pos.       | Res.        | Pos.        | Res.        | Pos.        | Posição     |
| ------------------------------- | ------------- | ------------- | ------------- | ---------- | ---------- | ----------- | ----------- | ----------- | ----------- | ----------- |
| Ana Urbano                      | Skiff simples | 8:42.59       | 6º/bat. 1 (R) | 9:04.66    | 5º/bat. 3  |             |             | 8:41.51     | 4º (FC)     | 16º         |
| Dolores Amaya María Garisoain   | Skiff duplo   | 7:57.05       | 4º/bat. 2 (R) | 8:09.24    | 4º         | Não avançou | Não avançou | Não avançou | Não avançou | Não avançou |
| Lorena Corengia Julieta Ramírez | Dois sem      | 8:12.58       | 5º/bat. 1 (R) | 8:35.53    | 4º         | Não avançou | Não avançou | Não avançou | Não avançou | Não avançou |

### Tênis
Masculino
| Atleta                 | Evento  | Primeira fase          | Segunda fase                         | Oitavas-de-final       | Quartas-de-final       | Semifinais             | Final                  | Final |
| Atleta                 | Evento  | Adversário e resultado | Adversário e resultado               | Adversário e resultado | Adversário e resultado | Adversário e resultado | Adversário e resultado | Pos.  |
| ---------------------- | ------- | ---------------------- | ------------------------------------ | ---------------------- | ---------------------- | ---------------------- | ---------------------- | ----- |
| Gastón Etlis           | Simples | RSA W. Ferreira D 0–2  | Não avançou                          | Não avançou            | Não avançou            | Não avançou            | Não avançou            | =33º  |
| Hernán Gumy            | Simples | VEN N. Pereira D 0–2   | Não avançou                          | Não avançou            | Não avançou            | Não avançou            | Não avançou            | =33º  |
| Javier Frana           | Simples | GBR G. Rusedski D 1–2  | Não avançou                          | Não avançou            | Não avançou            | Não avançou            | Não avançou            | =33º  |
| Javier Frana Luis Lobo | Duplas  |                        | ESP S. Bruguera – T. Carbonell D 0–2 | Não avançou            | Não avançou            | Não avançou            | Não avançou            | =17º  |

Feminino
| Atleta                              | Evento  | Primeira fase          | Segunda fase                         | Oitavas-de-final        | Quartas-de-final       | Semifinais             | Final                  | Final |
| Atleta                              | Evento  | Adversário e resultado | Adversário e resultado               | Adversário e resultado  | Adversário e resultado | Adversário e resultado | Adversário e resultado | Pos.  |
| ----------------------------------- | ------- | ---------------------- | ------------------------------------ | ----------------------- | ---------------------- | ---------------------- | ---------------------- | ----- |
| Gabriela Sabatini                   | Simples | FRA N. Tauziat V 2–0   | MEX A. Gavaldón V 2–0                | USA M. Seles D 0–2      | Não avançou            | Não avançou            | Não avançou            | =9º   |
| Inés Gorrochategui                  | Simples | CHN Yi J. V 2–1        | FRA M. Pierce V 2–1                  | USA MJ. Fernandez D 0–2 | Não avançou            | Não avançou            | Não avançou            | =9º   |
| Florencia Labat                     | Simples | RUS Y. Makarova V 2–0  | BUL M. Maleeva D 0–2                 | Não avançou             | Não avançou            | Não avançou            | Não avançou            | =17º  |
| Gabriela Sabatini Patricia Tarabini | Duplas  |                        | BEL S. Appelmans – L. Courtois D 1–2 | Não avançou             | Não avançou            | Não avançou            | Não avançou            | =17º  |

### Tiro
Masculino
| Atleta             | Evento                 | Eliminatórias | Eliminatórias | Final       | Final       |
| Atleta             | Evento                 | Res.          | Pos.          | Res.        | Pos.        |
| ------------------ | ---------------------- | ------------- | ------------- | ----------- | ----------- |
| Ricardo Rusticucci | Carabina de ar 10 m    | 585           | =26º          | Não avançou | Não avançou |
| Ángel Velarte      | Carabina de ar 10 m    | 577           | =38º          | Não avançou | Não avançou |
| Ángel Velarte      | Carabina três posições | 1142          | 44º           | Não avançou | Não avançou |
| Ricardo Rusticucci | Carabina três posições | 1139          | 45º           | Não avançou | Não avançou |
| Marcelo Gil        | Skeet                  | 113           | =45º          | Não avançou | Não avançou |

Feminino
| Atleta         | Evento              | Eliminatórias | Eliminatórias | Final       | Final       |
| Atleta         | Evento              | Res.          | Pos.          | Res.        | Pos.        |
| -------------- | ------------------- | ------------- | ------------- | ----------- | ----------- |
| Cristina Gallo | Pistola de ar 10 m  | 374           | 29º           | Não avançou | Não avançou |
| Lorena Guado   | Pistola de ar 10 m  | 371           | =32º          | Não avançou | Não avançou |
| Lorena Guado   | Pistola esportiva   | 569           | 29º           | Não avançou | Não avançou |
| Cristina Gallo | Pistola esportiva   | 565           | 33º           | Não avançou | Não avançou |
| Amelia Fournel | Carabina de ar 10 m | 392           | =13º          | Não avançou | Não avançou |

### Vela
| Atleta                          | Prova             | Regata | Regata | Regata | Regata | Regata | Regata | Regata | Regata | Regata | Regata | Regata | Pts.  | Pos.             |
| Atleta                          | Prova             | 1      | 2      | 3      | 4      | 5      | 6      | 7      | 8      | 9      | 10     | 11     | Pts.  | Pos.             |
| ------------------------------- | ----------------- | ------ | ------ | ------ | ------ | ------ | ------ | ------ | ------ | ------ | ------ | ------ | ----- | ---------------- |
| Carlos Espínola                 | Mistral masculino | 2      | 4      | 4      | 2      | 3      | 6      | OCS    | 2      | 2      |        |        | 19    | Medalha de prata |
| Mónica Fechino                  | Mistral feminino  | 17     | 18     | 10     | 18     | 25     | 16     | 20     | 15     | 14     |        |        | 108   | 17º              |
| Martín Billoch Martín Rodríguez | 470 masculino     | 12     | 23     | 1      | 22     | 20     | 3      | 4      | 12     | 1      | 8      | 12     | 73    | 7º               |
| Paula Reinoso Sofia Usandizaga  | 470 feminino      | OCS    | 16     | 16     | 22     | 22     | 20     | 17     | 20     | 22     | 17     | 20     | 170,5 | 22º              |
| Serena Amato                    | Europa feminino   | 8      | 17     | 8      | 8      | 16     | 15     | 16     | 5      | 1      | 16     | 14     | 81    | 8º               |
| Santiago Lange                  | Laser             | 4      | 1      | 5      | 14     | 23     | 11     | 19     | DSQ    | 2      | 19     | 14     | 79    | 9º               |
| Guillermo Calegari Mauro Maiola | Star              | 17     | 17     | 23     | 22     | 19     | 22     | 18     | 17     | 19     | 17     | CAN    | 146   | 22º              |

### Voleibol
Masculino
| Equipe | Fase de grupos                                                                                | Fase de grupos | Quartas-de-final       | Semifinal                             | Final                                     | Pos. |
| Equipe | Adversário e resultado                                                                        | Pos.           | Adversário e resultado | Adversário e resultado                | Adversário e resultado                    | Pos. |
| --- | --------------------------------------------------------------------------------------------- | -------------- | ---------------------- | ------------------------------------- | ----------------------------------------- | ---- |
| Marcos Milinkovic Jorge Alberto Elgueta Sebastián Jabif Leandro Maly Guillermo Quaini Carlos Weber Fernando Borrero Alejandro Romano Sebastián Firpo Pablo Pereira Guillermo Martínez Eduardo Rodríguez | BRA Brasil V 3–1 USA Estados Unidos D 0–3 BUL Bulgária V 3–1 CUB Cuba D 0–3 POL Polônia V 3–1 | 4º (gr. A)     | ITA Itália D 1–3       | Classificação 5º–8º: BRA Brasil D 1–3 | Disputa pelo 7º lugar: BUL Bulgária D 2–3 | 8º   |

### Voleibol de praia
Masculino
| Equipe                        | Primeira fase          | Segunda fase                        | Terceira fase                                                               | Quarta fase            | Semifinais             | Final                  | Final |
| Equipe                        | Adversário e resultado | Adversário e resultado              | Adversário e resultado                                                      | Adversário e resultado | Adversário e resultado | Adversário e resultado | Pos.  |
| ----------------------------- | ---------------------- | ----------------------------------- | --------------------------------------------------------------------------- | ---------------------- | ---------------------- | ---------------------- | ----- |
| Eduardo Martínez Martín Conde |                        | CUB F. Álvarez – JM. Rosell D 11–15 | Repescagem: INA M. Nurmufid – Markoji V 15–5 POR M. Maia – J. Brenha D 5–15 | Não avançou            | Não avançou            | Não avançou            | =13º  |

Legenda
| Recorde mundial      | Recorde mundial (World record)               |                       | Recorde africano                      | Recorde africano (African) |                                           | Q | Classificado por posição (Qualified) |
| Recorde olímpico     | Recorde olímpico (Olympic record)            | Recorde da América    | Recorde da América (Americas)         | q                          | Classificado por melhor tempo (Qualified) |   |                                      |
| Melhor marca do ano  | Melhor marca do ano (World leading)          | Recorde asiático      | Recorde asiático (Asian)              | DNS                        | Não largou (Did not start)                |   |                                      |
| Recorde nacional     | Recorde nacional (National record)           | Recorde europeu       | Recorde europeu (European)            | DNF                        | Não terminou (Did not finish)             |   |                                      |
| Recorde pessoal      | Recorde pessoal do atleta (Personal best)    | Recorde da Oceania    | Recorde da Oceania (Oceania)          | DSQ / DQ                   | Desclassificado (Disqualified)            |   |                                      |
| Recorde da temporada | Recorde da temporada do atleta (Season best) | Recorde sul-americano | Recorde sul-americano (South America) | NM                         | Sem marca (No mark)                       |   |                                      |

### Remo
| S | Classificado(a) para as semifinais |    |                        | FA | Final A (disputa de medalhas) |  |  | FD | Final D (sem medalhas) |
| Q | Classificado(a) para as quartas    | FB | Final B (sem medalhas) | FE | Final E (sem medalhas)        |  |  |    |                        |
| R | Classificado(a) para a repescagem  | FC | Final C (sem medalhas) | FF | Final F (sem medalhas)        |  |  |    |                        |

### Vela
| M   | Regata da Medalha da qual só participam os dez primeiros colocados das regatas anteriores  |  |  | CAN | Regata cancelada |
| BFD | Desclassificado por bandeira preta (Black Flag Disqualified)                               |  |  |     |                  |
| UFD | Desclassificado por bandeira "U" (U Flag Disqualified)                                     |  |  |     |                  |
| OCS | Largada queimada (On the Course Side of the starting line)                                 |  |  |     |                  |
| DNE | Desclassificação sem eliminação (infração a um item do regulamento da prova – Did Not End) |  |  |     |                  |